# Nationaler Widerstand Dortmund
Der Nationale Widerstand Dortmund (NWDO) war eine sich ausweislich des Namens selbst zum „Nationalen Widerstand“ zählende rechtsextreme Vereinigung in Dortmund. Sie wurde am 23. August 2012 vom nordrhein-westfälischen Innenminister Ralf Jäger verboten. Wesentliche Teile der Vereinigung reorganisierten sich in dem am 15. September 2012 gegründeten Landesverband der Partei Die Rechte.

## Entstehung und Struktur

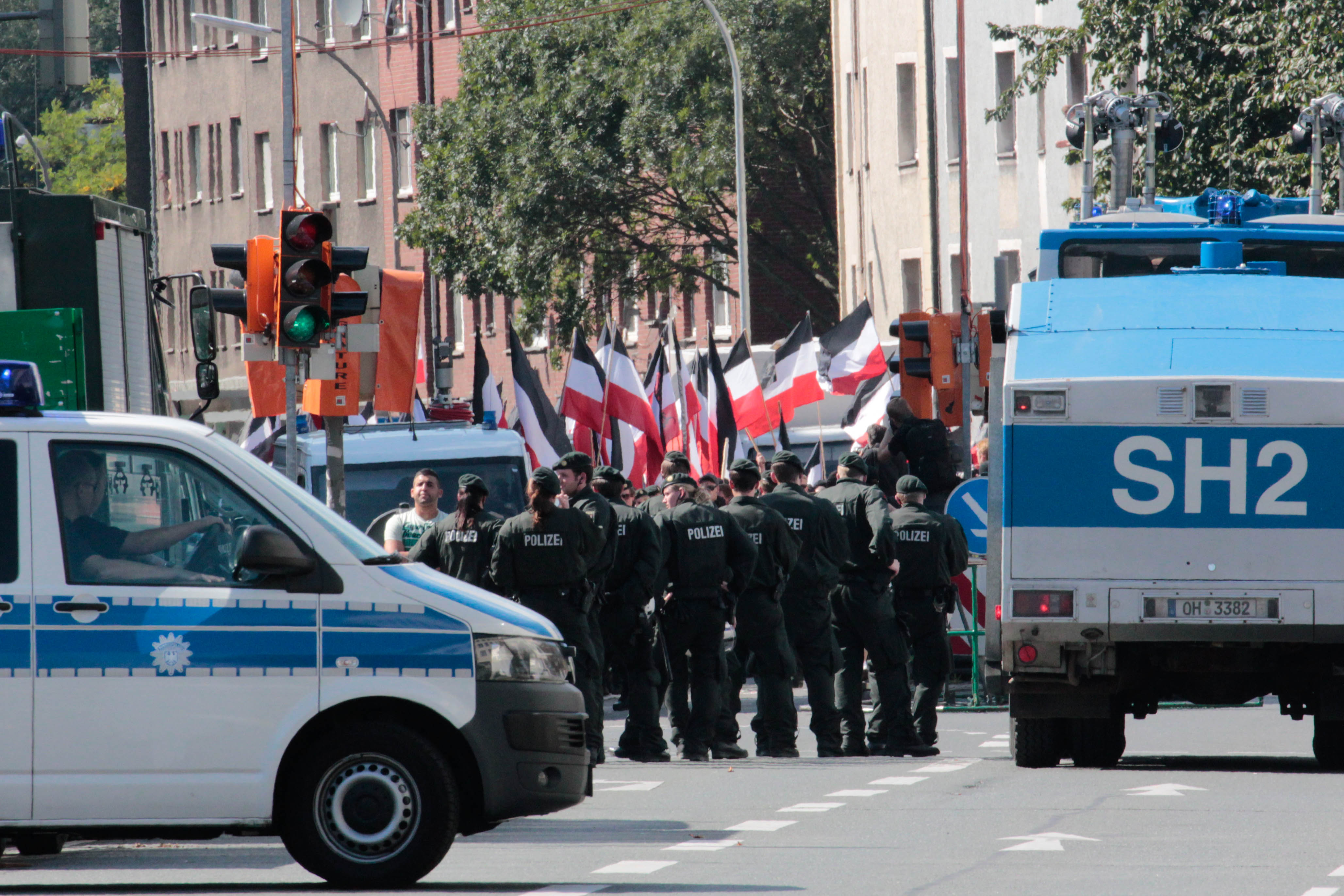
Abgeschirmte Demonstration des NWDO und Autonomer Nationalisten in Dortmund, 23. September 2011

Das Innenministerium Nordrhein-Westfalens rechnete die Vereinigung der Szene der gewaltbereiten Autonomen Nationalisten zu und bewertete anlässlich des Verbots: „Die Mitglieder lehnen unsere Demokratie und die geltende Rechtsordnung ab. Sie bekennen sich offen zum verbrecherischen Nationalsozialismus und zu führenden Personen dieses menschenverachtenden Systems. Alle ihre Aktionen sind darauf gerichtet, unsere demokratische Gesellschaftsordnung zu untergraben.“
Dortmund gilt seit Längerem als Schwerpunkt der Organisation Autonomer Nationalisten in Nordrhein-Westfalen. Bis etwa 2003 galt die von Siegfried Borchardt gegründete Kameradschaft Dortmund als führend. Von 2003 bis 2005 firmierte die lokale Szene mit einem aktiven Kern von 20 bis 25 Personen als Autonomer Widerstand östliches Ruhrgebiet und seit 2005 als Nationaler Widerstand Dortmund. Auch der Neonazi Sven Kahlin, der 2005 in Dortmund den 31-jährigen Punk Thomas Schulz erstochen hatte, gehörte nach seiner Haftentlassung zum festen Kern des NWDO.
In den Vereinsräumen in der Rheinischen Straße in Dortmund befand sich bis 2009 ein Ladenlokal zum Vertrieb von rechtsextremer Musik und szenetypischer Bekleidung, das später als Vereinsheim (sogenanntes Nationales Zentrum) für Veranstaltungen genutzt wurde. Eine der zentralen Figuren des NWDO betreibt einen führenden bundesweiten Versand für Propagandamaterial autonomer Nationalisten. Der Tradition der Borussenfront folgend bestehen auch Verbindungen zu Teilen der Ultra-Szene von Borussia Dortmund. Nach dem Vereinsverbot wurde im Westfalenstadion ein Transparent mit der Aufschrift „Solidarität mit dem NWDO“ gezeigt.

## Verbindung zur NPD
Zwischen der Vereinigung und der Nationaldemokratischen Partei Deutschlands (NPD) bestanden enge personelle und propagandistische Verflechtungen. Im Vereinsheim des NWDO wurden bei einer Razzia am Tag des Verbots 1000 Plakate der NPD beschlagnahmt. Zuvor kam es zu häufigen Treffen des NWDO mit NPD-Funktionären und Veranstaltung in den Vereinsräumen, zudem traten Mitglieder als NPD-Wahlkampfhelfer auf. Führende Mitglieder sollen auch in die NPD eingetreten sein. Die Erkenntnisse zum NWDO sollten daher auch im Rahmen des NPD-Verbotsverfahrens berücksichtigt werden.

## Nach dem Vereinsverbot
Einige Mitglieder stiegen nach dem Verbot aus der rechtsextremistischen Szene aus oder suchten Kontakt zum Verfassungsschutz. Der „harte Kern“ um Dennis Giemsch, Michael Brück und Siegfried Borchardt reorganisierte sich in einem am 15. September 2012 gegründeten Landesverband in der neuen Vereinigung Die Rechte, die den Parteienstatus erhielt. „Bundesvorsitzender“ des Vereins ist der Neonazi Christian Worch. Eine Klage des NWDO gegen das Vereinsverbot wurde Ende 2014 vom Oberverwaltungsgericht für das Land Nordrhein-Westfalen abgewiesen (Az. 5 D 83/12). Eine Revision ist unzulässig, eine Beschwerde beim Bundesverwaltungsgericht wurde zurückgewiesen.